# Елогуйский заказник
Елогуйский заказник — государственный эколого-этнографический заказник республиканского значения площадью 747,6 тыс. га, расположен на территории Туруханского района Красноярского края, в северной части Сым-Дубческой среднетаёжной возвышенности в бассейне реки Елогуй.
Целями создания заказника являются охрана экосистем средней тайги, поддержание экологического баланса в бассейне реки Елогуй, сохранения культурного наследия и среды обитания коренных народов Севера. Подчинён Центральносибирскому заповеднику.
Преобладают пологоволнистые равнины и отдельные моренные гряды с абсолютными высотами 150—200 м (наивысшая точка 204 м). Основную площадь занимают лиственнично-кедровые и лиственнично-кедрово-еловые среднетаежные леса. На повышенных дренированных поверхностях — зеленомошная темнохвойная тайга, в понижениях — кедровники долгомошные и травяноболотные. В западной части заказника на песчаных почвах развиты лишайниково-кустарниковые сосновые боры. Широко распространены сфагновые болота верхового и переходного типа, гари, сухостои. Лесопокрытая площадь ок. 80 %. Основные лесообразующие породы: кедр, лиственница, ель, берёза, в западной части — сосна. Биоразнобразие: 350 видов позвоночных животных. Животные Красной книги РФ: сапсан, скопа, беркут, орлан-белохвост, кречет.
Культурное наследие коренных народов Севера.